# Ukiah (Kalifornia)
Ukiah – miasto w Stanach Zjednoczonych, w stanie Kalifornia, siedziba administracyjna hrabstwa Mendocino.